# 레이철 카커
레이철 카커(영어: Rachael Karker, 1997년 9월 9일~)는 캐나다의 프리스타일 스키 선수로 주 종목은 하프파이프이다. 2022년 동계 올림픽에서 여자 하프파이프 동메달을 획득했으며 세계 선수권 대회에서 은메달 1개, 동메달 1개를 획득했다.